# Craspedosis picaria
Craspedosis picaria är en fjärilsart som beskrevs av W. Warren 1897. Craspedosis picaria ingår i släktet Craspedosis och familjen mätare. Inga underarter finns listade i Catalogue of Life.